# Fortuna Düsseldorf
Fortuna Düsseldorf Düsseldorfer Turn- und Sportverein Fortuna 1895 e.V. är en tysk fotbollsklubb i Düsseldorf.
Fortuna Düsseldorf har spelat många säsonger i Bundesliga. De har en längre tid spelat i Regionalliga Nord (senare 3. Liga) men har ett stolt förflutet med en rad finaler i tyska cupen (DFB-pokal) och landslagsspelare. Storhetstider har varit under 1930-talet och 1970-talet, då man bland annat tog sig till final i europeiska cupvinnarcupen. Säsongen 2008/09 säkrade man avancemang till 2. Bundesliga.
Bland fansen märks punkrockbandet Die Toten Hosen. Inte minst tack vare punkbandets stöd har Fortuna Düsseldorf under senare år etablerat sig som "kultklubb" i tyska fotbollsfankretsar. Laget drar därför jämte FC St. Pauli förhållandevis mycket publik till sina matcher, även när man spelar i de lägre serierna. Till exempel när klubben säkrade andra platsen i 3. Liga säsongen 2008/09, genom att slå SV Werder Bremens reservlag med 1-0 kom det 50 095 personer till Esprit Arena. Säsongen 2017/2018 vann de 2. Bundesliga och blev uppflyttade till Bundesliga. Säsongen 2018/2019 kom de på 10-plats i Bundesliga.

## Meriter
- Tyska mästare: 1933
- DFB-pokal: 1979, 1980
- Final i Cupvinnarcupen 1979

## Spelare

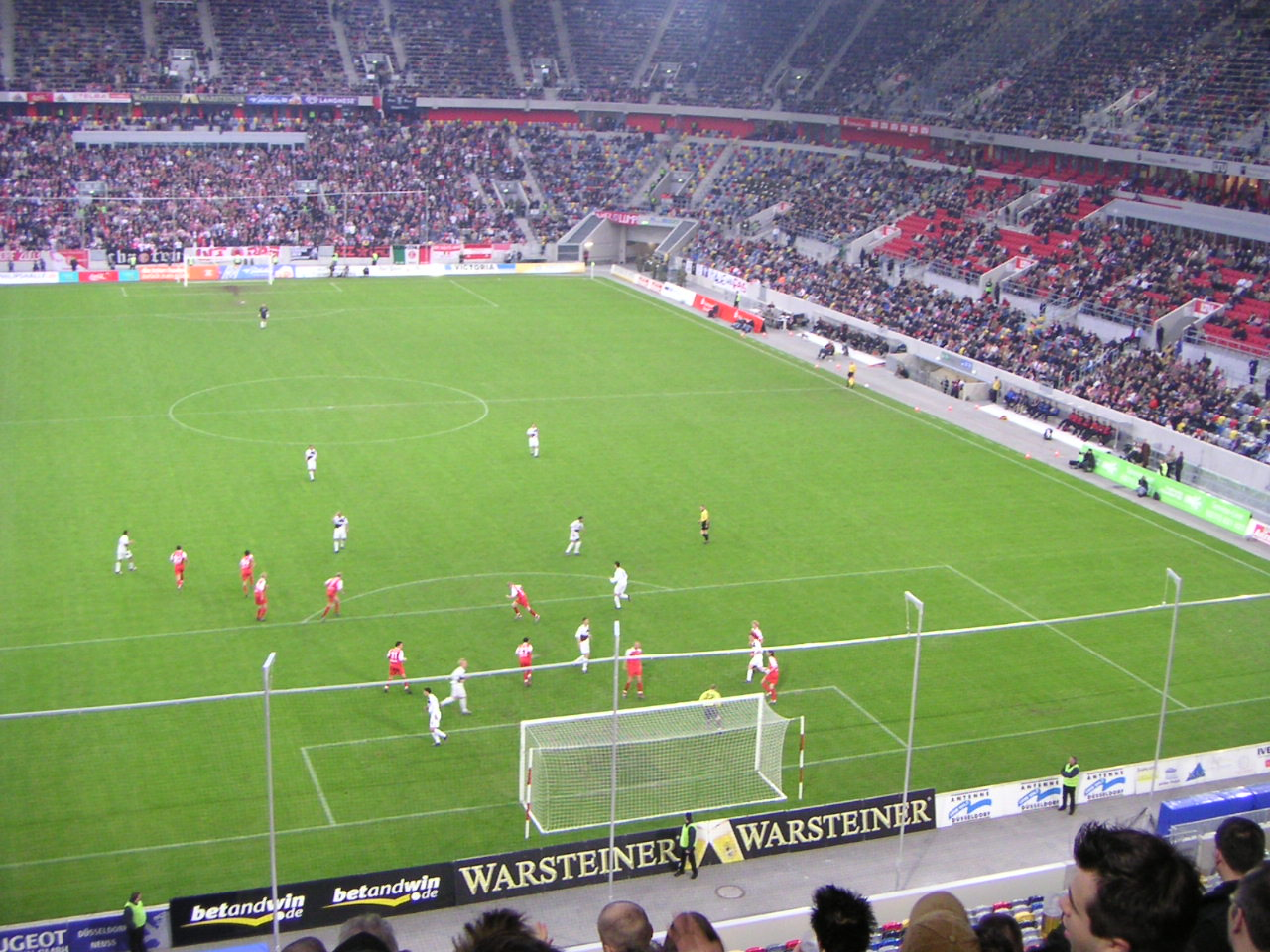
Match på Merkur Spiel-Arena

### Kända spelare
- Klaus Allofs
- Jupp Derwall
- Erich Juskowiak
- Toni Turek
- Paul Janes
- Thomas Allofs
- Jan Tauer
- Gerd Zewe
- Jan "Lill-Damma" Mattsson
- Hans "Hasse" Holmqvist

### Truppen
| 1  | Tyskland | Michael Rensing     | 14 maj 1984      | Bayer Leverkusen (-13) |
| 24 | USA      | Zack Steffen        | 2 april 1995     | Manchester City (-19)  |
| 30 | Tyskland | Raphael Wolf        | 6 juni 1988      | Werder Bremen (-17)    |
| 33 | Tyskland | Florian Kastenmeier | 28 juni 1997     | Stuttgart (-19)        |
| 38 | Tyskland | Tim Wiesner         | 21 november 1996 | Rot-Weiss Essen (-14)  |

| 3  | Tyskland  | André Hoffmann      | 28 februari 1993  | Hannover 96 (-17)            |
| 4  | Ghana     | Kasim Nuhu          | 22 juni 1995      | 1899 Hoffenheim (-19)        |
| 5  | Turkiet   | Kaan Ayhan          | 10 november 1994  | Schalke 04 (-16)             |
| 13 | Tyskland  | Adam Bodzek         | 7 september 1985  | Duisburg (-11)               |
| 19 | Danmark   | Mathias Jørgensen   | 23 april 1990     | Fenerbahçe (-20)             |
| 23 | Tyskland  | Niko Giesselmann    | 26 september 1991 | Greuther Fürth (-17)         |
| 25 | Tyskland  | Matthias Zimmermann | 16 juni 1992      | Stuttgart (-18)              |
| 26 | Tyskland  | Diego Contento      | 1 maj 1990        | Bordeaux (-18)               |
| 29 | Österrike | Markus Suttner      | 16 april 1987     | Brighton & Hove Albion (-19) |
| 32 | Tyskland  | Robin Bormuth       | 19 september 1995 | Darmstadt (-13)              |
| 39 | Tyskland  | Jean Zimmer         | 6 december 1993   | Stuttgart (-17)              |
| —  | Tyskland  | Georgios Siadas     | 27 december 1999  | Fortuna Düsseldorf           |

| 6  | USA       | Alfredo Morales | 12 maj 1990     | Ingolstadt (-18)          |
| 7  | Tyskland  | Oliver Fink     | 6 juni 1982     | Unterhaching (-09)        |
| 8  | Tyskland  | Aymen Barkok    | 21 maj 1998     | Eintracht Frankfurt (-18) |
| 10 | Kosovo    | Valon Berisha   | 7 februari 1993 | Lazio (-20)               |
| 15 | Tyskland  | Erik Thommy     | 20 augusti 1994 | Stuttgart (-18)           |
| 18 | Tyskland  | Thomas Pledl    | 23 maj 1994     | Ingolstadt (-19)          |
| 22 | Österrike | Kevin Stöger    | 27 augusti 1993 | Bochum (-18)              |
| 31 | Tyskland  | Marcel Sobottka | 25 april 1994   | Schalke 04 (-15)          |
| 40 | Tyskland  | Johannes Bühler | 26 juli 1997    | 1899 Hoffenheim (-19)     |

| 9  | Polen    | Dawid Kownacki   | 14 mars 1997     | Sampdoria (-19)              |
| 11 | Turkiet  | Kenan Karaman    | 5 mars 1994      | Hannover 96 (-18)            |
| 14 | Ghana    | Kelvin Ofori     | 27 juli 2001     | Right to Dream Academy (-19) |
| 20 | Tyskland | Steven Skrzybski | 18 november 1992 | Schalke 04 (-20)             |
| 27 | Ghana    | Opoku Ampomah    | 2 januari 1996   | Waasland-Beveren (-19)       |
| 28 | Tyskland | Rouwen Hennings  | 28 augusti 1987  | Burnley (-16)                |
| 37 | Ghana    | Bernard Tekpetey | 3 september 1997 | Schalke 04 (-19)             |